# 第一代費舍爾男爵約翰·費舍爾
海军元帅第一代费舍尔男爵约翰·阿巴斯诺特·“傑基”·费舍尔，GCB，OM，GCVO[?]（Admiral of the Fleet John Arbuthnot "Jacky" Fisher, 1st Baron Fisher，1841年1月25日—1920年7月10日），英国海军将领，因推行海军改革而知名。在长达60年的军旅生涯中，他对皇家海军发挥了巨大的影响力。在他入伍时，海军尚在使用装备前装炮的木质风帆战舰，到他退役时，海军已经使用钢质战列巡洋舰、潜艇和航空母舰。喜好争辩、充满活力、思想前卫的费舍尔常被人称为英国海军史上仅次于纳尔逊勋爵的重要人物。
虽然他实战经验丰富，但是他在后人记忆中，是一个革新者、战略家和海军发展推动者，而不是一个参与重要海战的海军将领。1904年，他在上任成为第一海務大臣。他随即将150艘过时军舰除役，并且着手建造替代的现代军舰。
费舍尔认为海军有必要提升火炮的射程、精度和射速。他也是其中一个最早提倡使用鱼雷的人，他认为鱼雷最终会取代重型火炮成为主要反舰武器。他担任海军总监时将鱼雷艇驱逐舰这一舰种引入海军。担任第一海务大臣后，他负责建造第一艘“全装重型火炮”(All-Big-Gun)的战列舰无畏号，不过，他也相信潜艇会在未来变得越来越重要，强调需要发展潜艇。他推动海军以涡轮式发动机取代往复式发动机，以燃油动力取代燃煤动力。他还改变了水兵的伙食，以烘焙过的面包代替往往长满象鼻虫的硬饼干。
1911年，他在70岁生日时正式辞去海军本部职务，但是他在1914年11月又再担任第一海务大臣。重新上任七个月后，他因为对温斯顿·丘吉尔的加里波利戰役感到沮丧而再次辞职，此后一直担任政府发明及研究委员会主席至战争结束。

## 性格与外貌
费舍尔身高五尺七寸，敦实，有一张圆面。有人在他晚年时根据他的特征和偏黄肤色推断他有亚洲血统。实际上，他的肤色偏黄是他中年染上痢疾和疟疾造成的。当时他险些因病逝世。他与人交谈时目光集中、不可抗拒，会透露一些自己的感受。费舍尔充满活力、雄心勃勃、极具热情、充满智慧。曾与他同乘一船的军人说：“他是我见过的準少尉之中，最有趣的一个。”他与人说话不时会偏离主题。有一次国王请他不要向他挥拳头。
他毕生都是虔诚教徒，在岸上的时候会定期上教堂。他爱听布道，一天最多听两至三次布道，“之后他会兴奋地讨论”。不过他发表个人宗教观点时十分谨慎，因为他担心不当的言论会妨碍他在海军发展事业。
他对体育没有太大兴趣，不过他精于舞蹈。他在以后的生活中用舞技迷倒了不少重要女士。他在1877年开始对舞蹈起兴趣。他要求他舰上的军官都要晓得跳舞。不愿跳舞的準少尉（Midshipman），会被他取消假期。他首先让低级军官在甲板跳舞，高级军官在军官室（Wardroom）跳舞。这种做法后来传遍整个海军。他打破舞会每次与不同舞伴跳舞的传统，每场舞会只与一名善于舞蹈的女子跳舞，惹来不少争议。他迷倒各种女子的能力弥补了他有时毫不客气的伤人言论。他毕生都会暈船。
费舍尔的目标“提升舰队效率，令舰队可以迅速完成战争准备”受到了一部分军官支持。他认为应该晋升最有才能，而不是最有资历的人。一些不获晋升的人不满他的做法。海军因他分成了两派，一派支持他的改革，一派阻挠他的改革。他的官阶越高、年纪越大，就越专制、越独裁，“谁反对我，我就粉碎谁”。他认为各国作战是为了夺取利益，因此维持一支强大的海军可以阻吓企图与英国开战的国家，维持和平：“大英帝国栖息在英国舰队之上。”费舍尔也认为海战失利比陆战失利严重很多：海军有可能在一日之内战败，而且不能补充舰只。而重建陆军则是十分轻易的事情。英德展开海军军备竞赛后，德国皇帝表示，“我尊敬费舍尔，我说不出针对他的话。如果我身处他的职位，我也会做他做过和想做的事。”1911年，费舍尔预测英德战争会在1914年10月基爾運河拓宽加深工程完成之后爆发。不过，基尔运河最后提前一个月在7月完成拓宽，而战争则在一个月后爆发。费舍尔在70岁时被迫退休。

## 童年与个人生活

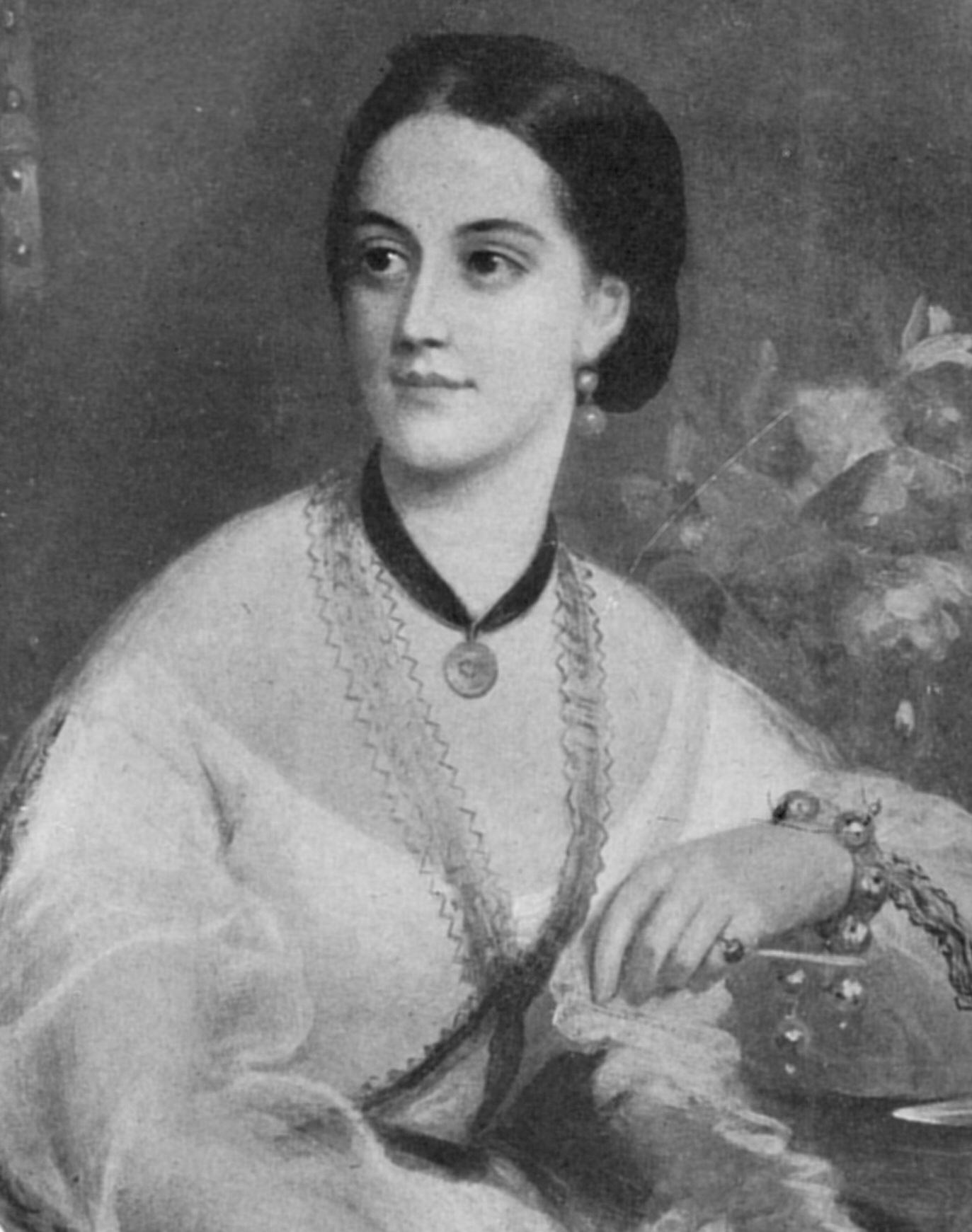
费舍尔在1866年迎娶弗朗西丝·凯瑟琳·约瑟法·布劳顿

约翰·阿巴斯诺特·费舍尔，1841年1月25日生于錫蘭威福登庄园（Wavenden Estate）。他的母亲是苏菲亚·费舍尔（Sophie Fisher），而他的父亲则是陆军上尉威廉·费舍尔（Captain William Fisher）。威廉是第78高地步兵团（78th Highlanders）的军官，曾任当地总督罗伯特·威尔莫特-霍尔顿爵士（Sir Robert Wilmot-Horton）的副官。此外，威廉曾在康提任职参谋。他在家中排行第一，一共有十一个兄弟姊妹。不过，他有四个兄弟姊妹不幸早夭。费舍尔曾说，“我的母亲是非常出色美丽的年轻女子...我的父亲也非常英俊。至于我为何那么丑陋，就是一个生理学不解难题了。”
儿子出生后，威廉出售了军职，经营咖啡种植园。后来他还成为了總警司。为了经营种植园，他积累了不少债务，难以支撑成员不断增加的家庭。约翰6岁时被家人送回英国，在伦敦新邦德街（New Bond Street）和外祖父查尔斯·拉姆（Charles Lambe）一起居住。他的外祖父也不富裕，需要出租家中的房间维持生计。约翰的胞弟弗雷德里克（Frederic）后来加入皇家海军，最终取得了海军上将军衔。而他另一个胞弟菲利普（Philip）在遇上风暴溺水身亡之前是亚特兰大号（HMS Atalanta）上面的海军上尉。
约翰的父亲在他15岁时堕马身亡。因为长时间分隔的缘故，他和母亲有些疏离。他没有再见过他的母亲。不过，他一直有供养母亲。1870年，他的母亲打算到英国探望他，在他的竭力阻止之下打消了念头。费舍尔向妻子写道：“他痛恨那个想法，我真的不想见她。我想不到当中的原因，也没有一些有关她的回忆。”
1866年4月4日，驻守朴茨茅斯的费舍尔娶托马斯·德尔夫斯·布劳顿牧师（Rev. Thomas Delves Broughton）和弗朗西丝·科克伦（Frances Corkran）的女儿弗朗西丝·凯瑟琳·约瑟法·布劳顿（Frances Katharine Josepha Broughton）为妻。凯瑟琳的兄弟都是海军军官。她的表亲称她相信丈夫有朝一日会“爬到最顶峰”。她在1918年7月先于丈夫逝世。两人有一个儿子和三个女儿，分别是塞西尔·瓦瓦瑟尔·费舍尔，第二代费舍尔男爵（Cecil Vavasseur Fisher, 2nd Baron Fisher）、碧雅翠絲·愛麗絲·費舍爾（Beatrix Alice Fisher）、桃乐西·西比尔·费舍尔（Dorothy Sybil Fisher）和帕米拉·玛丽·费舍尔（Pamela Mary Fisher）。两人的女婿都是最终成为海军上将的军官。碧雅翠絲在1896年嫁給雷金纳德·朗德尔·尼尔德（Reginald Rundell Neeld）。帕米拉在1906年嫁給亨利·布莱克特（Henry Blackett）。桃乐西在1908年嫁給埃里克·富勒顿（Eric Fullerton）。

## 早年

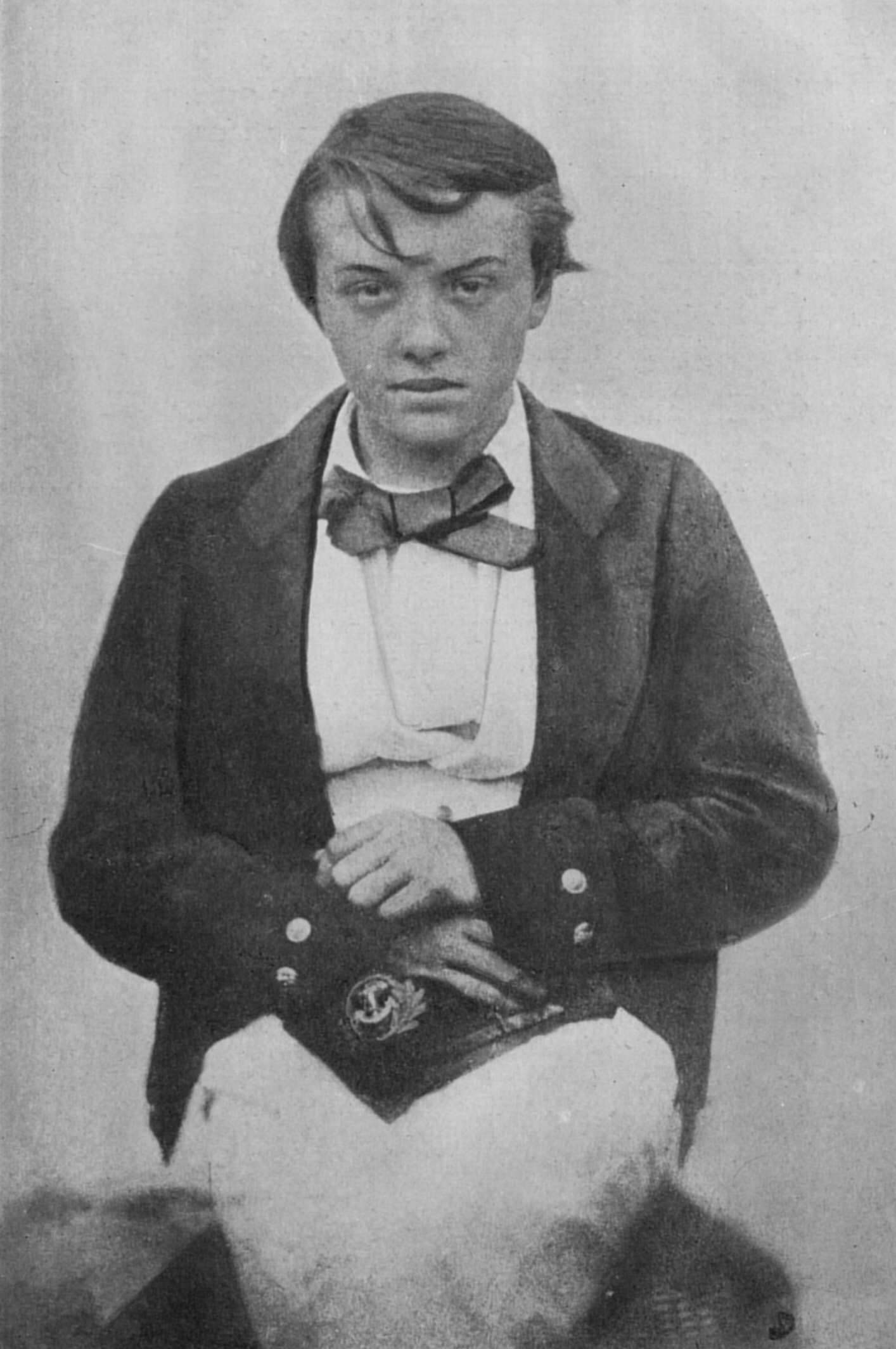
费舍尔準少尉

费舍尔的父亲威廉帮助了他进入海军。前任錫蘭总督的遺孀霍尔顿爵士夫人（Lady Horton），受亡夫的副官威廉委托，向邻居海军上将威廉·巴加爵士推荐约翰为海军军校学生。入学试包括写出主禱文和裸体跳过一张椅子。1854年7月13日，他在纳尔逊勋爵的旗舰胜利号上面正式加入皇家海军。7月29日，他被派到旧式风帆战列舰加尔各塔号（HMS Calcutta）上面服役。加尔各塔号是配有84门前装滑膛炮的双层甲板木质战列舰，完全依靠风力航行。舰上人员有700人，纪律由“冷酷的斯托普福德上校”维持。费舍尔在服役第一天就见到了八个人受笞刑。他当场昏倒。
加尔各塔号后来参加了克里米亚战争，在芬兰湾封锁俄国港口。费舍尔返国几个月后因表现获得了波罗的海奖章（Baltic Medal）。1856年3月1日，加尔各塔号驶入朴茨茅斯港支薪。

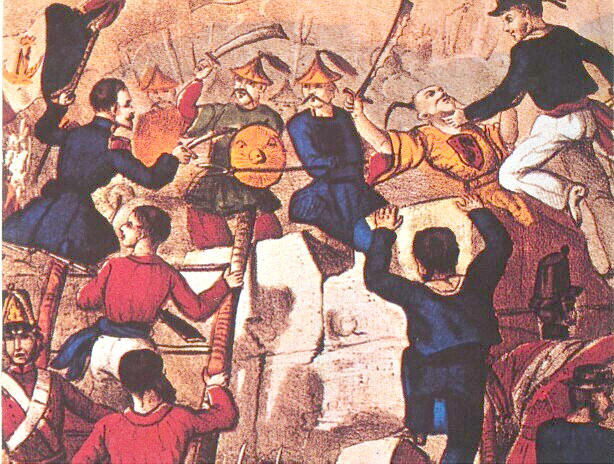
第二次鸦片战争广州城战役

1856年3月2日，费舍尔获派到君士坦丁堡，到阿伽门农号（HMS Agamemnon）上面服役。5月19日，他终于到达当地，但战争已经结束。这艘战列舰在达达尼尔海峡周围航行了一次，在载上部队和物资后返回英国支薪。
1856年7月12日，费舍尔获晋升为準少尉（Midshipman），派到中国舰队（China Station）的21炮蒸汽护卫舰騖遠號（HMS Highflyer）。接下来的五年时间里，他都在中国海域服役。在此期间，他参与了第二次鸦片战争。飞行人号的舰长沙德韦尔上校（Captain Shadwell）是天文专家，教授了费舍尔很多可以用于导航的天文知识。费舍尔后来将这些知识加以善用。沙德韦尔上校后来因伤离职，在离开之前，他给了费舍尔两根雕有家训“忠贞不渝”（Loyal au Mort）的饰钉。费舍尔毕生将他的家训当作自己的座右铭。
费舍尔通过上尉级别的航海技术考试后，在1860年1月25日19岁生日的时候得到署理中尉军衔。三个月后他獲得署理上尉軍銜，被调到蒸汽护卫舰乞沙比克號（HMS Chesapeake）。不久之後，費舍爾就首次獲得指揮艦隻的機會：將明轮巡逻舰科羅曼德爾號（HMS Coromandel）由香港駛到廣州，航程歷時四日。

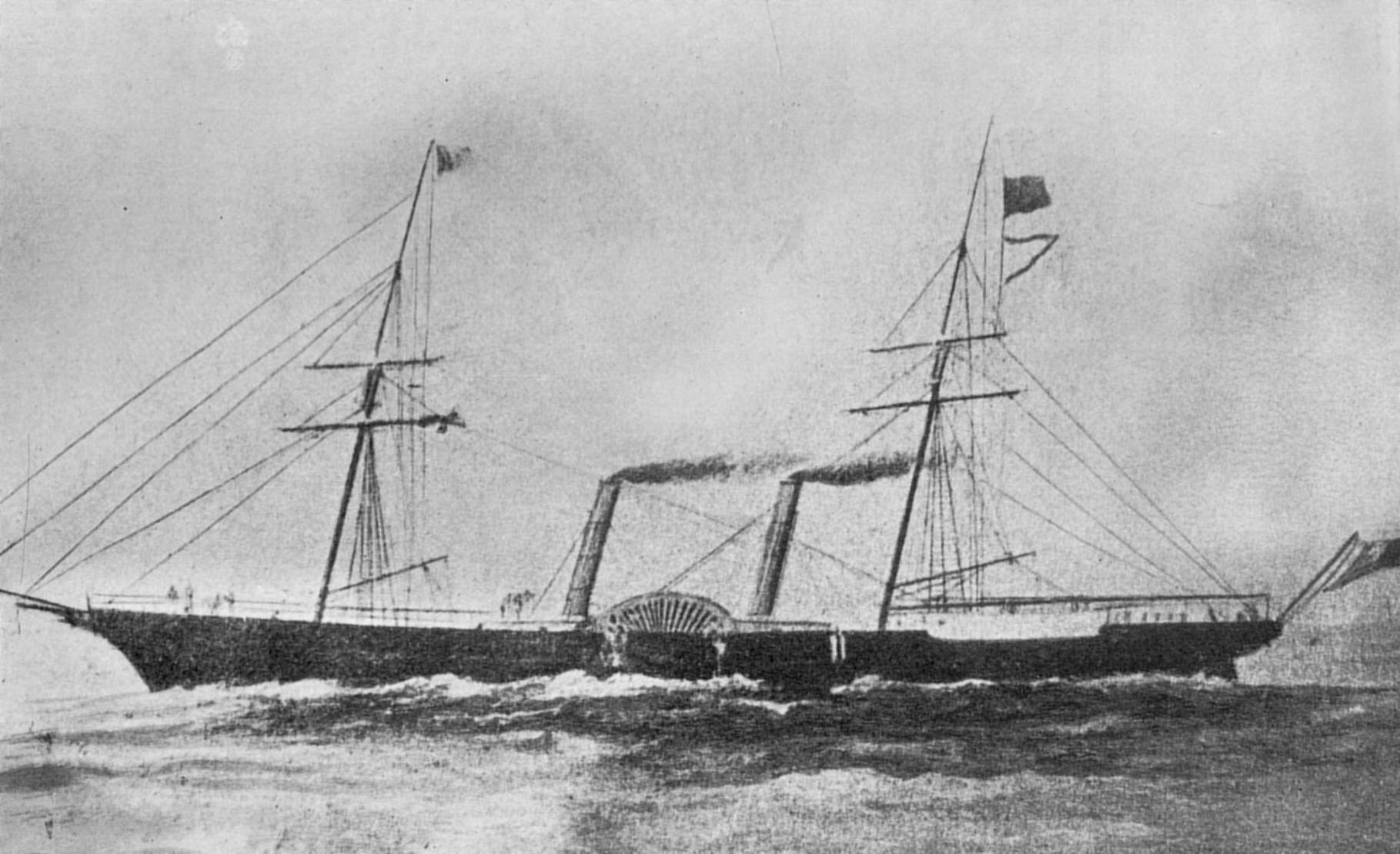
第一艘由費舍爾指揮的艦隻HMS科羅曼德爾號

1860年7月12日，他又被调到明轮小型风帆战船狂怒号（HMS Furious）。他在这艘船上面参加了多次战斗，令所获的中国奖章（China Service Medal）加上大沽和广州横条。狂怒号在1861年3月脱离中国舰队，悠闲地返国，在8月30日抵达朴茨茅斯支薪。这艘船的舰长海军上校奥利弗·琼斯（Captain Oliver Jones）和沙德韦尔上校完全不同。费舍尔写道他上船后不久，就有船员发动叛变，企图推翻恐吓船员，违抗上级命令的舰长。不过，费舍尔最后还是给琼斯留下了深刻印象。
同年11月，费舍尔以优秀成绩通过上尉考试。他在航海技术和射击技术上得到了最高等级的分数，并且在导航技术上取得了有记录以来的最高分数 - 963/1000。因此，他获得了奖品是航海书籍、航海仪器的博福特奖（Beaufort Testimonial）。不过他也要在没有薪水的情况下等待军方的正式任命。他属于皇家海军最后一批完全在海上接受基础训练的军官。
1862年1月，费舍尔回到海军薪资名册，在海军的主要射击技术学校 - 卓越号（HMS Excellent）上面服役。卓越号是一艘停泊在朴茨茅斯港的三层甲板战列舰，它当时正在测试革命性的阿姆斯特朗后装炮和传统的惠特沃思前装炮。下午空闲时费舍尔会在起伏不平的地面上一边高呼一边跑步，以练习喊命令。往后几十年里，他都有到朴茨茅斯了解火炮和鱼雷的发展情况。
1863年3月，费舍尔获任为战士号（HMS Warrior）的槍炮上尉（Gunnery Lieutenant）。战士号是海军第一艘全铁质远洋装甲战列舰，也是海军当时最强大的舰只。这艘建于1859年的战列舰标志着风帆时代开始结束。巧合的是，舰上既有新式阿姆斯特朗后装炮，也有旧式惠特沃思前装炮。费舍尔很受军中的兄弟欢迎，因为当他们在陆上时，他通常都在海上，可以替代他们的工作。
1864年，费舍尔回到卓越号担任槍炮教官（Gunnery Instructor）。在担任射击教官期间，他对当时刚刚出现的鱼雷产生了兴趣。这种武器因为构造简单、威力巨大而受到重视。1869年6月，普鲁士政府邀请鱼雷专家费舍尔到威廉港参加海军基地启用典礼。他在典礼上见到了威廉一世、奥托·冯·俾斯麦和赫爾穆特·卡爾·貝恩哈特·馮·毛奇。参加典礼后，他着手设计前卫的电动鱼雷。

## 海军中校

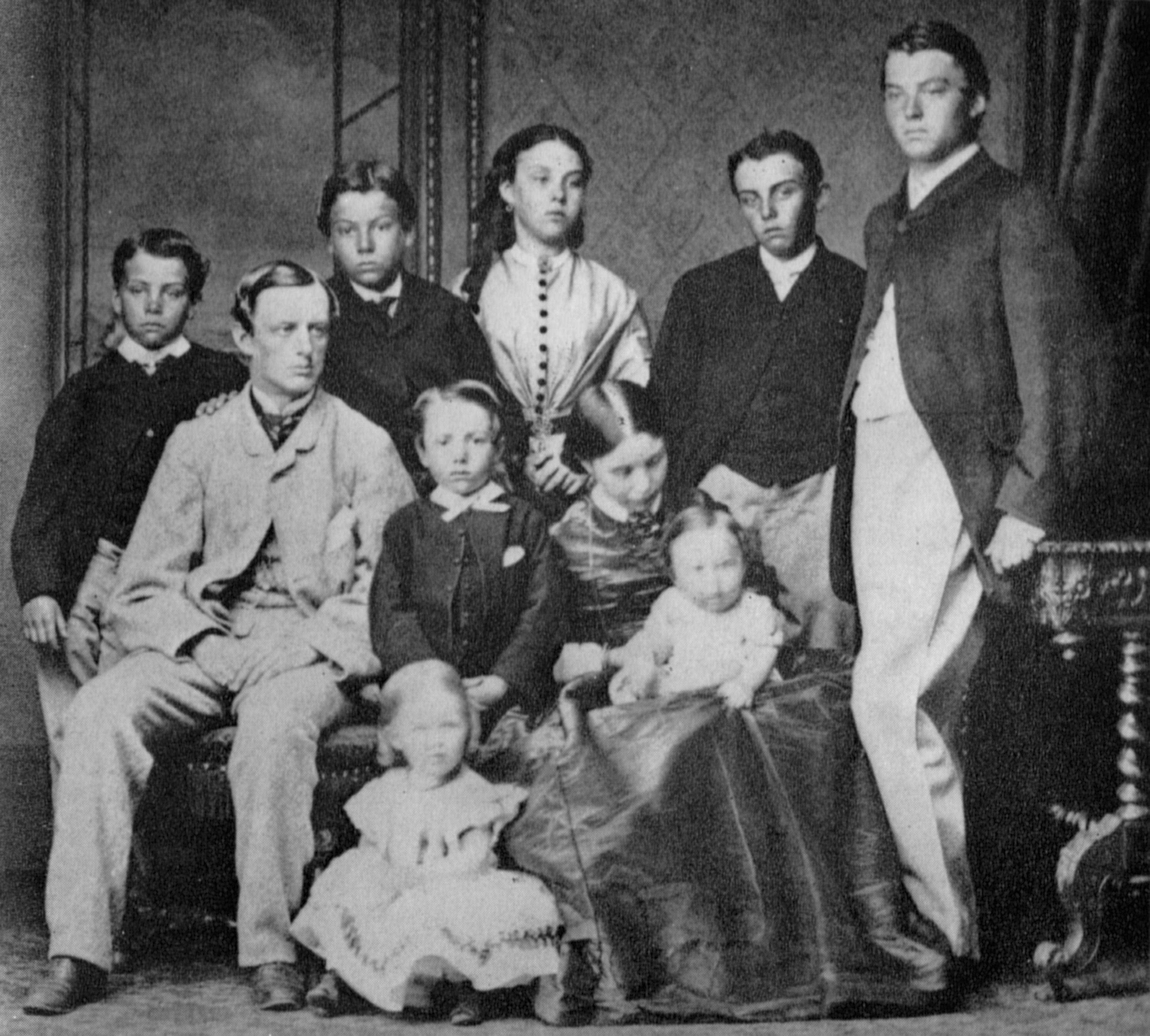
费舍尔（右）1865年与兄弟姊妹合照。后排由左至右为：弗雷德里克、弗兰克、露西、亚瑟。前排为妹夫林德赛·丹尼尔、菲利普、妹妹丹尼尔夫人爱丽丝。弗雷德里克后来成为了海军上将，而菲利普在遇溺身亡时也是海军上尉。

1869年8月2日，费舍尔以二十八岁之龄成为中校（Commander）。11月8日，他获任为HMS多尼戈尔号（HMS Donegal）副舰长。正舰长是参加过克里米亚战争的维多利亚十字勋章获得者休伊特上校（Captain Hewett）。多尼戈尔号是螺旋桨辅助推进的征服者级风帆战列舰（Conqueror-class ship of the line）。这艘战列舰在朴茨茅斯和香港之间航行，将换班人员带回本土，将替代人员带到岗位。这段时间里他完成了有关鱼雷的论文。
1870年5月，他再到中国舰队旗舰海洋号（HMS Ocean）担任副舰长。他在舰上写下了海军战术（Naval Tactics）这一份八页的研究报告。海军上校J·G·古迪纳夫（Captain J. G. Goodenough）印刷了这份报告作内部传阅的用途。他在舰上安装了一个电点火系统，令所有舰炮得以同时开火。海洋号因此成为了历史上第一艘具备类似系统的船只。费舍尔在信中表示他非常记挂妻子，想重拾兴趣研究鱼雷，并且希望得到一个本土职位方便会见重要人物。
1872年，他再次回到英国射击技术学校卓越号担任鱼雷及水雷训练主任。后来他随鱼雷部脱离卓越号，加入另一独立岸上机构（Shore establishment）弗农号（HMS Vernon）。他的职责包括授课以及与安排海军购买怀特黑德鱼雷（Whitehead torpedo）。他邀请政治家和记者参观学校，并且组织展示活动，以达到宣传的效果。军官对他的做法意见不一，部分人不赞同他的做法。1874年10月30日，他在出任弗农号舰长时获晋升为上校，时年32岁。这个岸上机构由50炮除役风帆护卫舰弗农号和当作浮动宿舍的26炮蒸汽除役护卫舰阿里阿德涅（HMS Ariadne）组成。245吨鱼雷艇维苏威号（HMS Vesuvius）是鱼雷试验协调的实验性补给船。三艘战舰停泊于朴茨茅斯港。1876年，他加入在海军本部鱼雷委员会。

## 海军上校
- 1876年9月 - 1877年3月：领取半薪，与家人一同居住。
- 1877年1月30日 - 1877年3月1日：指挥海克力斯号（HMS Hercules）。

1877年3月2日，费舍尔获任为柏勒洛丰号（HMS Bellerophon）的舰长。这艘战舰是北美及西印度舰队总指挥阿斯特利·库珀-凯（Astley Cooper-Key）的旗舰。柏勒洛丰号当时在船坞进行维修，所以新船员状态不佳。费舍尔向他们说，他准备将他们带入地狱三个月，假如他们未能达到他的要求，接下来的另外三个月，他们也要在地狱渡过。准少尉A·H·戈登·摩尔（Midshipman A. H. Gordon Moore）说费舍尔是一个非常严格的老师，他经常被迫执行漫长而艰苦的任务，比如说长时间待在发动机室，在冷雾环绕的地方发电报。就算是最少的疏忽都会受他惩罚。他想费舍尔鼓励他们的方式就是在他们完成了特别艰苦的工作后，给予他们某种形式的奖励。
库珀-凯被海軍部調到一支特别的分舰队（Squadron）。這支分艦隊部署于英吉利海峽，应对俄國威胁。与他一同调职的人包括费舍尔。费舍尔在6月7日出任旗舰海克力斯号舰长。8月22日，他又被调到同一舰队内的勇敢号（HMS Valorous），职位同样是舰长。这时费舍尔开始支持威廉·汤姆森爵士设计不受舰只金属干扰的罗盘。1878年9月12日，他开始休假。
1月9日，费舍尔到杰弗里·菲普斯·霍恩比（Geoffrey Phipps Hornby）的地中海舰队（Mediterranean Fleet）指挥帕拉斯号（HMS Pallas）。这艘战舰的状态很差，需要用链条围住舰身以免装甲板脱落。帕拉斯号的行程包括到君士坦丁堡进行官式访问。访问期间，费舍尔和苏丹一起以金杯金盘用餐。两个月后他返国放半薪假，与家人一起到布鲁日旅游。
1879年9月25日，他到利奥波德·麦克林托克爵士（Sir Leopold McClintock）的北美分舰队（North American Squadron），出任旗舰北安普敦号（HMS Northampton）的舰长。北安普敦号是一艘新近建成的战舰，采用了包括雙螺旋漿、探照灯、电话以及鱼雷在内的一系列新发明。战舰也安装了汤姆森的新型罗盘。汤姆森亲自登舰调整发明，用了三日也没有成功，脾气变得越来越暴躁，最终意外发现罗盘只刻了359度。舰上的新发明还有海军上校菲利普·哥伦布（Captain Philip Colomb）的照明灯。当哥伦布也亲自到舰上观察发明的表现时，费舍尔开了一个玩笑，故意将事情安排得不利于照明灯工作，令哥伦布心灰意冷。有一次，他被迫向哈利法克斯的海军医院送出旗帜庆祝英女皇寿辰，不过，他又开了一个玩笑，送出了分别代表出现瘟疫、处于隔离的黄旗和黑旗。虽然他有时会开玩笑，但是他在其余时间还是用尽全力改善战舰。副舰长海军中校威尔莫特·福克斯（Commander Wilmot Fawkes）称北安普敦号在两周之内载上鱼雷航行了150程，而海军其余的舰只一年只航行150程。
载有费舍尔幼弟的训练舰亚特兰大号（HMS Atalanta）在西印度和英国之间的海面消失，相信舰只是因为风暴失事。北安普顿号也是搜救舰只之一，不过各舰最终都无功而返。1881年1月，费舍尔获任为新建铁甲舰不屈号（HMS Inflexible）舰长。麥克林托克上将称：“人人都为他的离开而感到惋惜......自从他获任为不屈号舰长的消息传到这里以后，他的精神就回到我们之间，并且每日变强。”因为不屈号当时还未完成，所以他在等待的时间里在朴茨茅斯担任威灵顿公爵号（HMS Duke of Wellington）的舰长。

### 不屈号
费舍尔担任不同职位时的上司下属都认为他极具才能，推荐他担任新建战列舰不屈号的舰长。不屈号拥有全海军最重的火炮和最厚的装甲，不过仍然装有桅杆和风帆以及射速低下的前装炮。它的建造时间长达七年，装有多件新式设备，包括电灯和鱼雷发射管（Torpedo tube）。技术水平相差太远的舰上设备令不少船员感到困惑。虽然，不屈号从未使用风帆航行，但是，风帆航行的速度也决定了舰只的表现，所以费舍尔不得不训练舰员运用风帆。

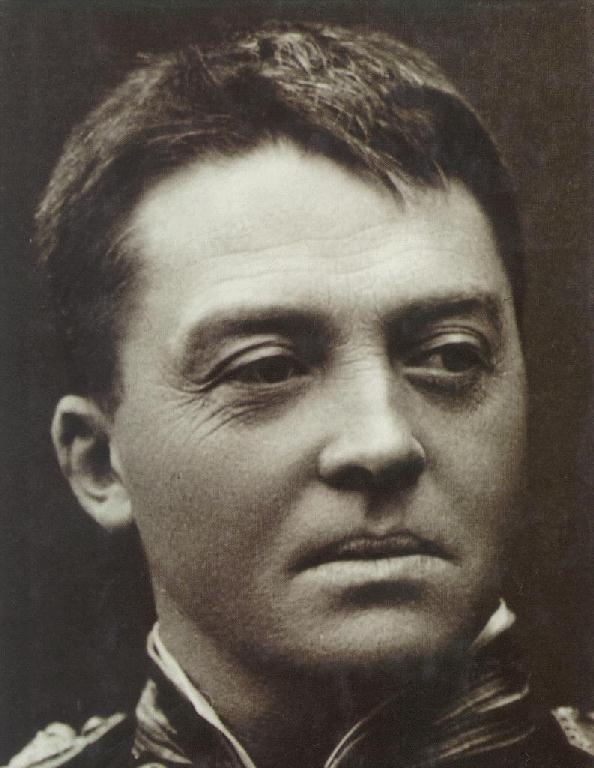
费舍尔上校

1882年春，地中海舰队成员不屈号在蔚藍海岸保护游览芒通的维多利亚女王。此举是为了向法国人展示英国海军的实力，不过，费舍尔也透过这个机会见到了维多利亚女王和她后来成为德国海军上将的孙子海因里希亲王。女王之前曾在皇家游艇上见到费舍尔的幼弟菲利普，并且对菲利普印象深刻。正是女王安排了菲利普到不幸的亚特兰大号上面服役。费舍尔也给女王留下了相同的印象。王室的支持对费舍尔的生涯，尤其是在改革招来批评时，至关重要。
1882年，不屈号参与英埃战争（Anglo-Egyptian War），在西摩尔上将（Admiral Seymour）的统率之下，轰炸亚历山大港（Bombardment of Alexandria）。费舍尔受命指挥驻扎于赫迪夫官邸的登陆队伍。他提出在火车上装上铁板、机枪和火炮，填补缺乏侦查手段的缺陷。这个做法受到战地记者竞相报道，费舍尔也以英雄之姿名噪一时。在陆上服役令他不幸染上痢疾和疟疾，情况危殆。在这一情况下，他仍然拒绝因病休假。时任第一海军大臣诺斯布鲁克勋爵（Lord Northbrook）最终亲自命令他归国，并且说“海军本部可以再建一艘不屈号，但却不能有另一个费舍尔。”
这个时期里，他和日后的国王爱德华七世、皇后亚历山德拉建立了深厚友谊。1882年，他获颁巴斯三等勋章。

### 本土职位
1883年1月至4月，他都在放半薪假修养。1月时他应女王邀请到奥斯本楼（Osborne House）居住两周，让女王了解他的病情。这让身无分文、默默无名地参军的费舍尔感到十分愉快。

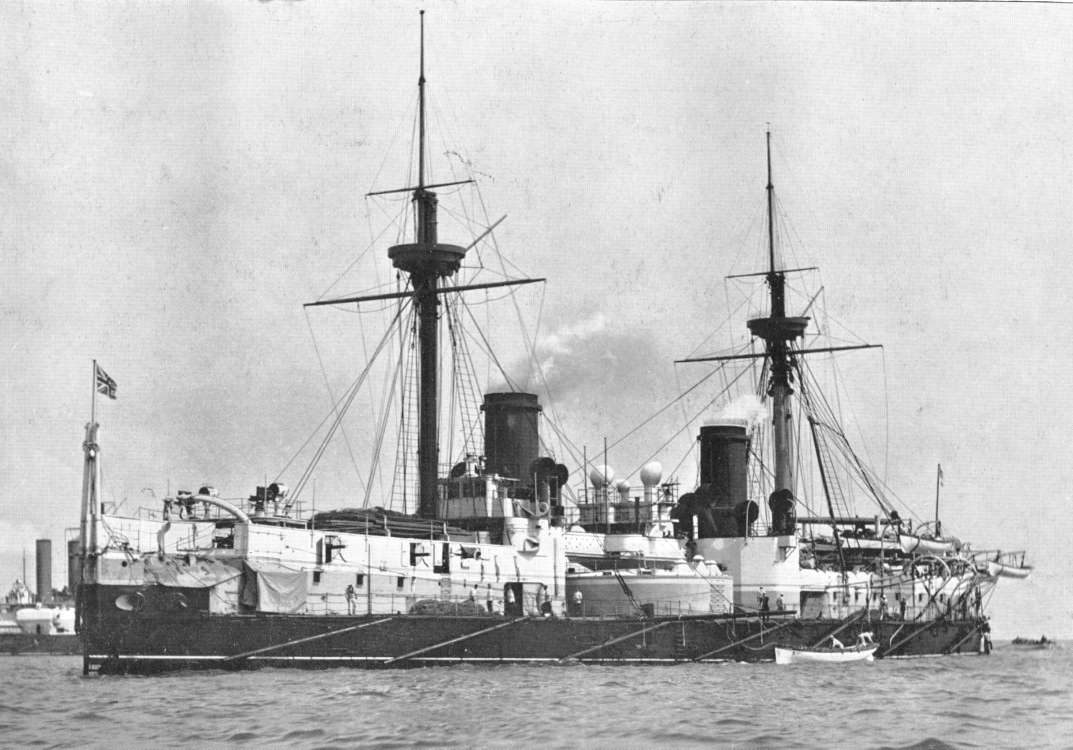
HMS不屈号

1883年4月，费舍尔大致康复，再次回到岗位到卓越号担任舰长。两年后他离开卓越号的时候，已经有了約翰·傑利科和珀西·斯科特（Percy Scott）等等对海军进攻能力感到担忧的军官支持。接下来的一年多里面他都没有职位，仍然受疾病所困扰。他到名流间十分知名的瑪麗亞溫泉市休假。后来他定期造访此地。
潘吉德事件（Panjdeh Incident）发生后，英俄处于开战边缘。1885年6月，他到波罗的海，于米诺陶号（HMS Minotaur）上面服役，上司是霍恩比上将。一个月后，他又回到卓越号。接下来的十五年里他都没有出海。
1886年11月，他上任为海军军械总局局长（Director of Naval Ordnance），管理武器和弹药。他主持研发速射炮，以应对日益严重的鱼雷艇威胁。他还决定不再在各舰上装备用于登舰的长矛。海军无权管理武器、弹药的制造和供应。掌管这一事务的是陆军部（War Office）。费舍尔开始争取改变这一状况，不过，他的目标一直等到他担任第一海务大臣时才可以实现。1887年，他获任为女王的副官。1890年，他获晋升为海军少将。

## 海军上将
1891年5月，费舍尔到朴茨茅斯担任港口总监（Admiral-Superintendent）。他致力于提高海军基地的效率。他将建造君权号（HMS Royal Sovereign）露天炮塔的建造时间由两日缩减到两小时，而全舰的建造时间也由三年缩减至两年。无论是海军船坞，抑或是私人船坞，都竞相效仿他的做法缩减造船时间、造船开支，使新设计的战舰更快服役。他在任职总监时用尽一切小技巧。他将不愿走出办公室监督工作的人调到海岛；他找出一两个工人的名字，然后在他们工作时称赞他们，特意提到他们的名字，让人以为他对所有人都相当了解；他将椅子和桌子搬到工地，表明工程不完成他就不离开。他说“你要在有人告诉你事情是不可能的、障碍时不可跨越的时候，用尽全力战斗。”
他接下来担任的职位是第三海务大臣（Third Sea Lord），负责管理舰只和装备。他主持研发装备小口径速射火炮的鱼雷艇驱逐舰。1892年，造船商阿尔弗雷德·亚罗（Alfred Yarrow）向海军本部提出建造驱逐舰的建议。他声称法国海军正在建造新型鱼雷艇，而他则可以建造一种更快捷的舰艇进行反制。當時鱼雷艇一个巨大的威胁，因为它们价格低廉，威力巨大，足以击沉最庞大的战列舰，而法国正正是拥有大量鱼雷艇的国家。因为第一批驱逐舰表现良好，所以海军继续订购了驱逐舰。不过费舍尔很快遇上了问题：其他造船商都不愿按照亚罗的设计建造驱逐舰。既得利益者在海军引入提高燃油效率、提高航行速度的水管锅炉（Water-tube boiler）时也制造了类似问题。1892，新式锅炉首先在亚罗造船厂的巡逻舰神射手号（HMS Sharpshooter）上面测试。海军本部计划在其他造船厂的驱逐舰上面安装类似锅炉，却遭到下议院质疑和部分造船商反对。这个问题一直扰攘了几年，一直到费舍尔离职后才结束。国会为此进行了调查，拒绝了海军的要求。最终各个造船厂还是采用了新设计，但是各厂已经建造了18艘性能较为落后的驱逐舰。
1894年，他名列英女皇寿辰授勋名单，获颁巴斯爵级司令勋章。1896年，他又获晋升为海军中将，并在次年出任北美及西印度舰队指挥官。1898年，法紹達危机爆发，英法出现开战的危险。费舍尔计划在两国开战后突袭包括魔鬼岛在内的法属西印度殖民地，将“臭名昭彰”的阿弗列·屈里弗斯带回法国，在法国军队中制造问题。费舍尔要求舰队以最高速度进行演习，期望舰员会在演习中有最佳表演。他特意与低级军官交往，避免他们不敢提出新意见，或者是在有需要时不同意他的观点。
1899年，费舍尔被首相索爾斯伯利勋爵选为英国海军代表，出席第一次海牙和平会议。召开和平会议的建议是由俄国提出的，目的是限制军备，英国的立场是拒绝一切限制海军的方案。费舍尔的谈判方式是：在正式场合少发言，在非正式的聚会进行坚决的游说。他的态度、作风令给不少人留下了深刻印象。和平会议最终成功结束，达成了限制达姆弹、毒气、气球轰炸的共识。为奖励费舍尔，军方任命他为地中海舰队司令。德国代表团概述了英方的立场：英国维持世界地位依靠海军，所以必须要有一支强于任何国家组合的海军。英国保留以任何方法运用舰队的权利。

### 地中海舰队

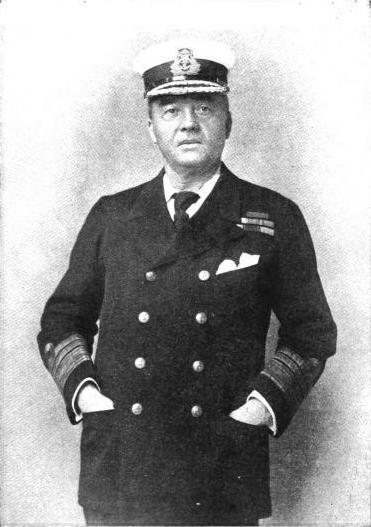
地中海舰队指挥费舍尔

与北美舰队不同的是，地中海舰队对英国而言更为重要。印度和英国之间的航线就经过这一地区，有人认为，这一航线受到法国威胁。法国十分重视连接法国本土和法国北非殖民地的南北航线。费舍尔没有选择一艘强大但缓慢的传统战列舰为旗舰，相反，他沿用了北美舰队的旗舰声望号（HMS Reown），因此，他受到一些军官批评。
他的战略强调先发制人，不过也注重保存实力。费舍尔会调换不符合他要求的军官。他向军官讲授海军战略，鼓励他们向自己提出意见。他设立奖项以推动军官撰写有关战术的论文，并且在所有舰只上面设置地图室，供军官研究战术。他尤其担心德法的鱼雷会威胁到英国舰队。并不是所有人都支持费舍尔的革新，部分高级军官就不满他看重低级军官和施加压力极力提升效率。
舰队进行的拟真演习项目包括模拟法军突袭、进行防御、发动夜袭和封锁航线，所有项目都以最高速度进行。他设立金盃奖励射击技术最高的舰只，而非射得最远或者是在战斗队形中射得最好的舰只。他发现在复杂形勢中指挥庞大舰队会遇到不少困难，不过，他乐于应对它们。
他出任地中海舰队指挥时，舰载重炮在不使用光学瞄准器的情况下，有效射程只有2,000码。在使用光学瞄准器的情况下，也只有3,000至4,000码。他致力于提升重炮有效射程至5,000码，原因是鱼雷的射程不断提高，已经达到3,000至4,000码，舰只必须提高射程以保安全。他在这一时期认为，主力舰应该以口径较小的火炮为主要武器，因为技术进步使得小口径火炮的射速大幅提高，而且采用小口径火炮，战舰的侧舷火力也比较强。当时大口径火炮技术比较落后，无法在较远的射程保持准确性。他曾说过“战斗模式不应该按照战斗舰艇的设计作出修改，成为舰艇设计的从属，相反，战斗舰艇应该按照战斗模式进行设计。”他又说过以下话指引军官：“未来军官的座右铭是“自己思考自己行动”而不是“让我们等待命令”。”

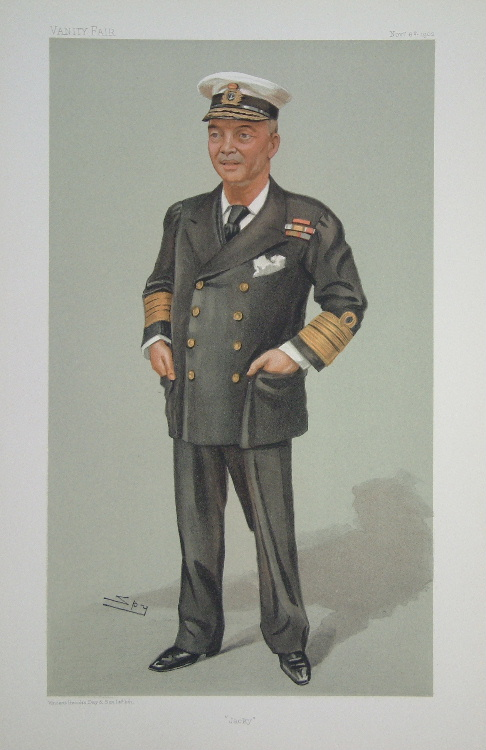
由《名利场》漫画家“间谍”所绘的费舍尔像。杂志每周都会刊登话题人物的漫画肖像。

曾受费舍尔指挥的退役皇家海军陆战队汉基勋爵（Lord Hankey）称：“任何曾受前任司令指挥的人，都会意识到费舍尔所带来的改变有多么大...军官的话题十分杂乱...局限在清洁上...费舍尔到来之后，这些话题都被战术、战略、射击技术、鱼雷战、封锁等话题所代替。这是每一个海军军官都感受得到的复兴。”后来猛烈批评费舍尔的查尔斯·白雷斯福（Charles Beresford）也放弃了返国进入国会的计划，因为他“在近一个星期所学的，多过近四十年所学的。”
费舍尔为各国使团举行了一连串宴会舞会以促进外交关系。舰队访问君士坦丁堡时，费舍尔三次与苏丹会面。1900年11月，他获后者颁发奥斯曼尼勋章大绶带。次年11月5日，他获晋升为海军上将。他尽己所能，为地中海舰队争取舰只和补给。有政治事业的白雷斯福也发起了一个宣传运动，为舰队争取更多预算。这导致他和海军本部发生冲突。费舍尔虽然同意他的观点，但是没有公开发言。不过，他私下里一直和记者阿诺德·怀特（Arnold White）保持联系，接受后者的资讯，听从后者的建议，在报纸为海军进行宣传。1902年，费舍尔向怀特指出，法国虽然是英国的传统敌人，但是现时已经有越来越多的共同利益，是潜在盟友，相反，德国频繁的海外活动令它越来越有可能成为敌人。
费舍尔向怀特表示他不太确定海军本部对他的观点抱有什么态度，也不能够肯定自己会否再获晋升。当时位于埃尔斯维克（Elswick）的军火公司阿姆斯特朗惠特沃斯（Armstrong Whitworth）已经邀请他出任董事。董事的薪酬极为可观，高于上将的薪酬，而且，担任这一职位，他就有机会兴建可以加强海军实力的新式战舰。

## 第二海务大臣
1902年，他返国出任第二海务大臣（Second Sea Lord），主管人事。当时的海军对机械的依赖程度不断加深，令机械军官变得越来越重要。但是，他们仍然为普通指挥军官所轻视。费舍尔认为整合两种军官就可以解决这一问题，海军过去就是如此解决导航军官和其他军官之间的产生问题。具体方法是合并两种军官的学校，修订课程，为军校学生打下基础，方便他们以后选择不同道路。海军本部的人最初反对他的计划，不过最后受他说服。不过，海军整体的反对更加坚定，报纸宣传战又再爆发。费舍尔很清楚拉拢出版界的益处，不断向亲近他的记者泄露讯息。反对费舍尔的军官曾与白雷斯福接触，希望后者能与他们联手，不过白雷斯福决定在这个问题上支持费舍尔。
训练时间由两年延长至四年，令学额不足的情况出现。因此，费舍尔在怀特岛兴建了另一军校，至于达特茅斯（Dartmouth）的原有军校则继续维持运作。学院不但会学习导航和航海知识，也会接受与性命息息相关的科学、技术教育。往后，指挥军官会对舰只有所了解，而机械军官也会掌握指挥的技巧。学生也会在学校进行体育运动训练，目的除了增强体格外，还有在进行亲善访问时，在运动场上发挥更好表现。着重学费的入学试考官也被面试委员会所代替，后者会对测定应试者的总体知识以及对问题的反应和答案。四年训练结束后，学员在就职前会首先被派到训练舰实习一段时间。最后一个考试的结果会影响到考生的职位分配以及提早获得晋升的机会。
1903年，他获任为朴茨茅斯舰队总指挥（Commander-in-Chief, Portsmouth），以胜利号为旗舰。前一年，他更获得了巴斯爵级大十字勋章。

## 第一海务大臣

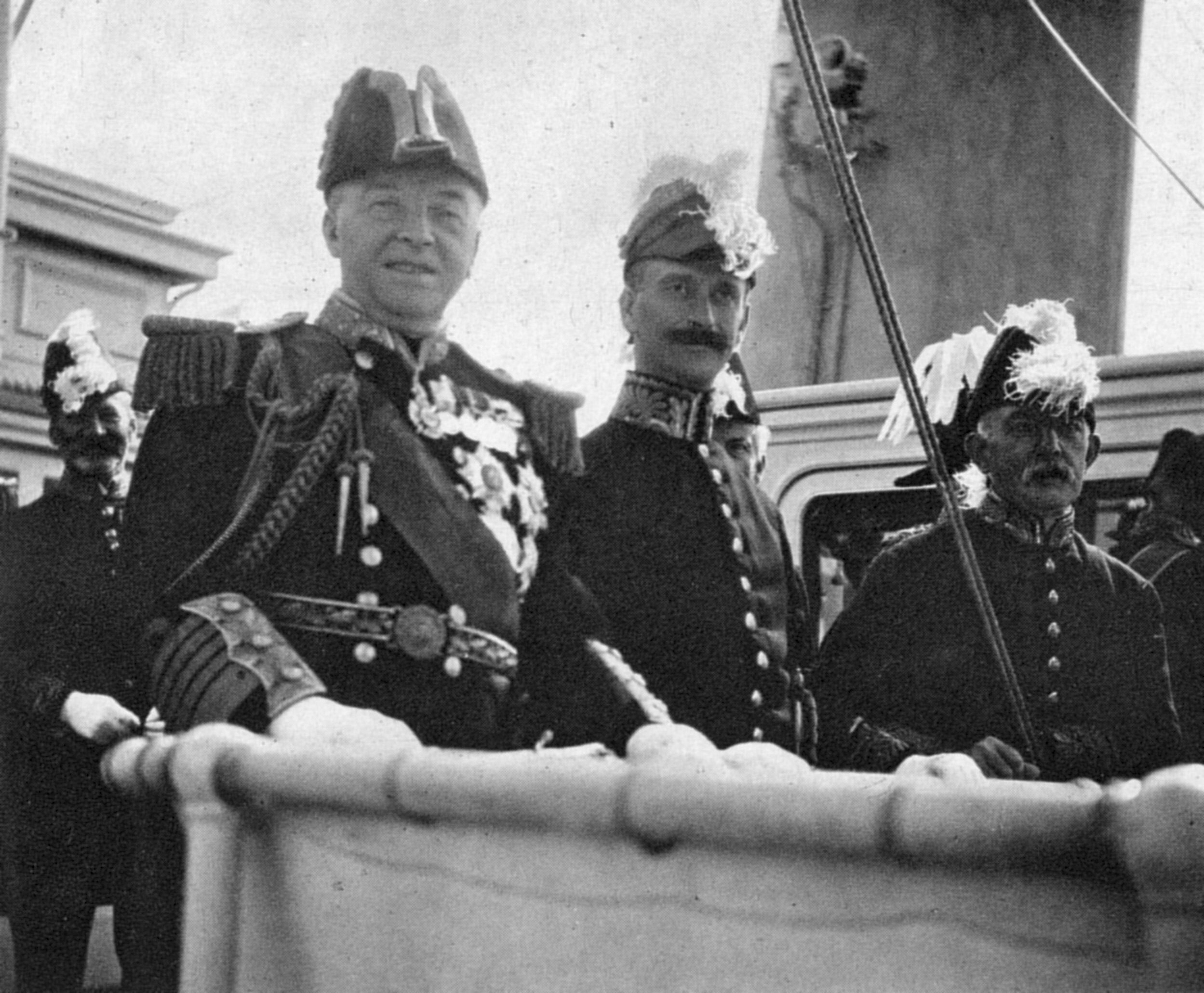
海军本部委员会成员参加阅舰典礼。费舍尔在前排左面。

1904年10月20日，在欧洲大陆渡过一个半月的费舍尔返国出任第一海务大臣。1905年6月，他获得功绩勋章，同年12月，他获晋升为海军元帅。
费舍尔的任务是削减海军本部的经费，并且改革海军为现代化战争做好准备。他在一片批评之中无情地售出90艘旧战舰、小战舰，又将另外64艘类似的战舰封存，称它们“太弱不能打仗，太慢不能逃走”，“吝嗇鬼囤積的无用垃圾”。他将释放出来的人员和资金用在扩充本土舰队上面。即使是增加了建造项目、提高了运作效率，1905年的海军预算仍然由前一年的3,680万削减到3,330万英镑。1905年至1907年间，海军经费持续下跌。不过，费舍尔任期结束时，海军经费又回到了先前的水平。
他推动皇家海军发展全装重型火炮的快速战列舰，出任HMS无畏号设计委员会主席。这一委员会也设计了一种牺牲装甲换取速度的“无畏舰” - 战列巡洋舰。第一艘战列巡洋舰是无敌号。他也促进海军舰只由燃煤转为燃油。费舍尔与另一名海军将领，白雷斯福，一直公开敌视对方。
1908年，他预测英国和德国会在1914年10月基尔运河拓宽加深工程完成之后开战，因为届时德国舰队可以安全往返波罗的海和北海。同年，他获颁皇家维多利亚爵级大十字勋章（Knight Grand Cross of the Royal Victorian Order）。
1909年12月7日，他获封为费舍尔男爵（Baron Fisher）。他纹章的格言是“敬畏上帝和无畏”。

## 战前时期

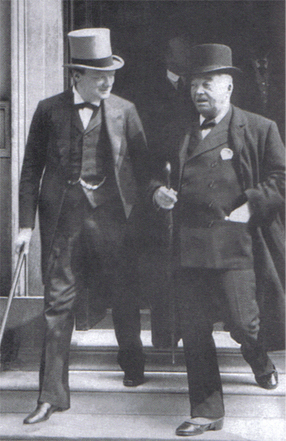
费舍尔与丘吉尔

1911年1月25日，70岁的费舍尔退休迁居基尔维斯顿堂（Kilverstone Hall）。
1912年，他获任为“皇家燃油调查委员会”（Royal Commission to enquire into Liquid Fuel）主席，他的观点是整个海军都应该转用燃油。委员会的第一份“秘密”级别的报告在1912年11月27日提交，而第二份报告和第三份报告则分别在1913年2月27日和1914年2月10日提交。
战争爆发后，费舍尔经常到海军本部与第一海军大臣丘吉尔会面。

## 再次担任第一海务大臣
巴腾堡的路易斯亲王因为拥有德国背景而被迫辞职后，费舍尔在1914年10月再度出任第一海务大臣。泰晤士报称费舍尔“年近74岁，却前所未有的年轻，更加有活力”。不过，他在1915年5月15日再度辞职，因为他反对丘吉尔发动加里波利战役。丘吉尔也因这个问题一同辞职。费舍尔一直都不支持这一计划，相反，他偏好在德国海岸线发动两栖登陆战，暴怒号（HMS Furious）、光荣号（HMS Glorious）和勇敢号（HMS Courageous）都是特地为此建造的吃水浅战舰。加里波利战役失败后，费舍尔和丘吉尔的关系变得越来越紧张。费舍尔对海军的最后贡献是提出无比号（HMS Incomparable）巨型战列巡洋舰的建造计划。无比号根据勇敢级的原则设计，装甲与勇敢级一样轻薄，不过火炮口径更大达到20英寸之巨。这一计划从未实现。

## 晚年
费舍尔在战争结束前一直是发明及研究委员会的主席。1917年，他获得日本旭日章中最高等级的勳一等旭日桐花大绶章。伦敦宪报刊登了他接受这一荣誉的消息。
费舍尔夫人弗朗西丝于1918年7月逝世。7月22日，她葬于基尔维斯顿堂附近的圣安得烈教堂墓地。她的棺木上面披有海军上将旗，盖有男爵冠冕。
1920年7月10日，费舍尔于圣詹姆斯广场因癌症病逝，享年79岁，他的葬礼以海军规格于西敏寺举行。他的遗体葬于基尔维斯顿堂。
他的棺木由蓝衫者驾驶的运炮马车载到西敏寺，伴随队伍的鼓声沉重缓慢。护柩者是六位海军上将，除此之外，皇家海军陆战队也有在一旁护卫棺木。当晚，他的遗体在戈尔德斯格林火葬场（Golders Green Crematorium）接受火化。他的骨灰接下来由火车运到基尔维斯顿堂，这时护卫棺木的是皇家海军仪仗队。他的安葬在一棵粟树下，在妻子旁边。粟树所俯视的是他第一艘远洋战舰加尔各答号的船首人像装饰。

## 流行文化
- 法官彼得·史密斯（Peter Smith）审理达芬奇密码抄袭案时发表的史密斯密语（Smithy code）提及了费舍尔。[109]
- 牛津英语词典称费舍尔是第一个以“OMG”代表“Oh my God”（我的天啊）的人。[110]

## 荣誉
- 以下列出榮譽全稱及縮寫：^ 
  - 巴斯爵级大十字勋章（G.C.B.)
  - 功绩勋章（O.M.）
  - 皇家维多利亚大十字勋章（G.C.V.O.）

## 脚注

### 引文
1. ↑  他常被人误称为“基尔维斯顿的费舍尔勳爵”  （页面存档备份，存于） （页面存档备份，存于） （页面存档备份，存于）
2. ↑  Nicholas A. Lambert, Sir John Fisher's Naval Revolution (Columbia: University of South Carolina Press, 1999); Mackay, Fisher of Kilverstone.
3. ↑  江泓 & 英国战列舰全史 1906-1914，第2頁
4. ↑  Dreadnought, p. 402.
5. ↑  Dreadnought, p. 403.
6. ↑  Memories, pp. 10, 24.
7. ↑  Bacon, p. 59, citing the daughter of his commanding officer Sir Astley Cooper-Key, Mrs de Crespigny.
8. ↑  Bacon, p. 55.
9. ↑  Bacon, pp. 57–59.
10. ↑  Dreadnought, pp. 403–404.
11. ↑  Dreadnought, p. 410.
12. ↑  .   [2013-12-30]. （原始内容存档于2014-01-12）.
13. 1 2  Bacon.  I. : 3.
14. ↑  Mackay. . : 1.
15. ↑  Marder (编).  II. : 424.
16. ↑  Mackay. . : 2–3.
17. ↑  Morris. . : 12.
18. ↑  Mackay. . : 2.
19. ↑  Bacon.  I. : 69.
20. ↑  Massie. . : 409.
21. ↑  Quoted in Mackay. . : 74.
22. 1 2  Bacon.  I. : 34–35.
23. ↑  Marder (编).  I. : 61.
24. ↑  Mase. . : 409, 415.
25. ↑  Burke's Peerage, Baronetage & Knightage (107th edition, 2003) vol. 1, p. 1,432
26. ↑  Burke's Peerage, Baronetage & Knightage (2003), vol. 1, p. 385
27. ↑  'Admiral Sir Eric Fullerton', obituary in The Times dated 12 November 1962
28. ↑  Marder (编).  I. : 19.
29. ↑  Mackay. . : 5.
30. 1 2 3 4 5 6 7  Mackay. . : 7–12.
31. 1 2 3 4 5 6  Mackay, pp. 13–28.
32. ↑  Dreadnought, p. 412.
33. ↑  Dreadnought, pp. 412–413.
34. 1 2 3 4 5 6 7 8  Mackay, pp. 29–X.
35. ↑  Dreadnought, p. 413.
36. ↑  Dreadnought, p. 414, citing Memories, p. 149.
37. ↑  Dreadnought, pp. 414–415.
38. ↑  Mackay, pp. 56–X.
39. ↑  . 倫敦憲報. 1869-08-06: 4366  [2008-02-01].
40. 1 2 3  Mackay, pp. 70–X.
41. ↑  A Treatise on Electricity and the Construction and Management of Electrical and Mechanical Torpedoes, Griffin & Co., Portsmouth (1871).
42. ↑  Fisher, J. Naval Tactics, written 30 March 1871 on board Ocean at Hong Kong, printed for private circulation.
43. ↑  Dreadnought, p. 416, citing Mackay, p. 75.
44. ↑  Bacon, vol. I, p. 53.
45. ↑  Mackay, p. 120.
46. ↑  . 倫敦憲報. 1874-11-03: 5200  [2008-02-01].
47. ↑  .   [2013-12-30]. （原始内容存档于2014-03-07）.
48. ↑  Bacon, vol. I, p. 56, citing Midshipman Honner.
49. ↑  Bacon, vol. I, p. 58.
50. ↑  Bacon, pp. 61–63.
51. ↑  Bacon, vol. I, pp. 64-65, citing Lieutenant (later Admiral) Sir George Egerton.
52. ↑  Bacon, vol. I, pp. 65–68.
53. ↑  Bacon, vol. I, pp. 69–71.
54. ↑  Dreadnought, pp. 420–422.
55. ↑  . 倫敦憲報. 1882-08-15: 3794  [2008-02-01].
56. ↑  Dreadnought, p. 423.
57. ↑  Dreadnought, pp. 424-426.
58. ↑  . 倫敦憲報. 1887-06-21: 3368  [2008-02-01].
59. ↑  . 倫敦憲報. 1890-08-05: 4282  [2008-02-01].
60. ↑  Bacon, vol. I, pp. 103–105.
61. ↑  . 倫敦憲報. 1892-02-02: 543  [2008-02-01].
62. ↑  . 倫敦憲報. 1892-05-24: 3071  [2008-02-01].
63. ↑  . 倫敦憲報. 1892-08-26: 4889  [2008-02-01].
64. ↑  . 倫敦憲報. 1893-11-03: 6144  [2008-02-01].
65. ↑  . 倫敦憲報. 1895-07-09: 3877  [2008-02-01].
66. ↑  Bacon, vol. I, pp. 110–112.
67. ↑  Bacon, vol. I, pp. 106–109.
68. ↑  . 倫敦憲報. 1894-05-26: 3115  [2008-02-01].
69. ↑  . 倫敦憲報. 1896-05-19: 2988  [2008-02-01].
70. ↑  Tuchman, p. 255.
71. ↑  Dreadnought, p. 429.
72. ↑  Dreadnought, pp. 429–434.
73. ↑  Dreadnought, pp. 433–434.
74. ↑  Dreadnought, pp. 435–437.
75. ↑  Dreadnought, pp. 439–440.
76. ↑  Bacon, Fisher, vol. I, p. 172.
77. ↑  Bacon, Fisher, vol. I, p. 177.
78. ↑  Dreadnought, p. 438.
79. ↑  . 倫敦憲報. 1900-11-27: 7819  [2008-02-01].
80. ↑  . 倫敦憲報. 1901-11-08: 7223  [2008-02-01].
81. ↑  Bacon, Fisher, vol. I, pp. 135–140.
82. ↑  Bacon, Fisher, vol. I, pp. 157–160.
83. ↑  Bacon, Fisher, vol. I, pp. 156–157.
84. ↑  Bacon, Fisher, vol. I, pp. 187–189.
85. ↑  Bacon, Fisher, vol. I, pp. 188–193.
86. ↑  . 倫敦憲報 (Supplement). 1902-06-24: 4189  [2008-02-01].
87. ↑  Mackay, p. 315.
88. ↑  . 倫敦憲報 (Supplement). 1905-06-27: 4549  [2008-02-01].
89. ↑  . 倫敦憲報. 1905-12-08: 8812  [2008-02-01].
90. ↑  Massie, Dreadnought,  p. 467.
91. ↑  Sumida, In Defence of Naval Supremacy,  p. 345.
92. ↑  Hough, p. 221.
93. ↑  . 倫敦憲報. 1908-06-16: 4404  [2008-02-01].
94. ↑  . 倫敦憲報. 1909-12-14: 9514  [2008-02-01].
95. ↑  Complete Peerage, XIII, p.105: "cr., 7 Dec. 1909 BARON FISHER, of Kilverstone, Thetford, co. Norfolk."
96. ↑  . The Telegraph. 2012-11-22  [2012-08-08]. （原始内容存档于2014-02-22）.
97. ↑  The Times, 25 Jan 1911; p. 8; Issue 39491; col B.
98. ↑  . 倫敦憲報. 1911-01-27: 695  [2008-02-01].
99. ↑  . 倫敦憲報. 1912-08-02: 5721–5722  [2008-02-01].
100. ↑  Mackay, pp. 440-441.
101. ↑  Mackay, pp. 456–8.
102. ↑  Breyer, p 172.
103. ↑  . 倫敦憲報 (Supplement). 1917-10-30: 11322  [2008-02-01].
104. ↑  The Times, 24 July 1918; p. 9; col A.
105. ↑  Halpern, Paul G. . Oxford Dictionary of National Biography. Oxford University Press. September 2004  [2009-11-10]. doi:10.1093/ref:odnb/33143. （原始内容存档于2016-03-04）.
106. ↑  . 倫敦憲報. 1920-12-14: 12341  [2008-02-01].
107. ↑  Morris, p. 237.
108. ↑  Morris, p. 196.
109. ↑  Who's Who 2010, A & C Black, 2010, ISBN 978-1-4081-1414-8
110. ↑  . Oxford English Dictionary.   [2012-08-08]. （原始内容存档于2013-12-31）.